# 中山善三郎
中山善三郎（なかやま ぜんざぶろう、1904年（明治37年）6月21日 - 1974年（昭和49年）1月13日）は、日本のジャーナリスト、劇作家。劇作家としての筆名は塩谷国四郎。

## 経歴
1904年（明治37年）秋田市本町（現在の秋田市大町）に生まれる。日本大学卒。
1927年（昭和2年）、毎日新聞社入社。日米開戦前後には、海軍徴用報道班員として鹿屋海軍航空隊に随行し、戦況などを日本に伝えた。この折の体験を基に実録「真珠湾奇襲」「不沈戦艦北へ」を執筆している（いずれも『大東亜戦史 1 太平洋編』所収）。
戦後、西部本社社会部長兼地方部長、横浜支局長、東京本社連絡部長、東京本社社会部長、サンデー毎日編集長を歴任した。
劇作家としては、「恋は颱風の如くに」、「新しき地図」、「のっこみ鮒」などの脚本を書いている。

## 著書

### 単著
- 『釣人の四季』 明玄書房、1953年。
- 『写真記者物語』 東方社、1962年。
- 『罪・その周辺』 東方社、1965年。
- 『釣りキチの履歴』 丸の内出版、1970年。

### 共著
- 池田佑責任編集『大東亜戦史 1 太平洋編』 富士書苑、1974年。